# 寧陵県
寧陵県（ねいりょう-けん）は、中華人民共和国河南省商丘市に位置する県。

## 行政区画
- 鎮:張弓鎮、柳河鎮、邏崗鎮、石橋鎮、黄崗鎮、華堡鎮
- 民族鎮:城関回族鎮
- 郷:劉楼郷、程楼郷、喬楼郷、城郊郷、陽駅郷、孔集郷、趙村郷